# Mateusz Danieluk
Mateusz Danieluk (ur. 17 kwietnia 1986 w Jastrzębiu-Zdroju) – polski hokeista, reprezentant Polski. 

## Kariera
- Orlik Opole (do 2002)
- SMS II Sosnowiec (2002–2003)
- SMS I Sosnowiec (2003–2004)
- Zagłębie Sosnowiec (2005–2006)
- JKH GKS Jastrzębie (2006-2016)
- Polonia Bytom (2016-2018)
- MH Automatyka Gdańsk (2018-2020)

Absolwent NLO SMS PZHL Sosnowiec z 2005. Od 2016 zawodnik Polonii Bytom. W maju 2018 został zawodnikiem MH Automatyka Gdańsk. Występował tam do 2020.

## Sukcesy
Klubowe
- Puchar Polski: 2012 z JKH GKS Jastrzębie
- Srebrny medal mistrzostw Polski: 2013, 2015 z JKH GKS Jastrzębie
- Brązowy medal mistrzostw Polski: 2014 z JKH GKS Jastrzębie, 2017 z Polonią Bytom

Indywidualne
- Mistrzostwa świata do lat 18 w hokeju na lodzie mężczyzn 2004#I Dywizja:
  - Czwarte miejsce w klasyfikacji strzelców turnieju: 4 gole[5]